# M.I.U. Album
M.I.U. Album je dvaindvajseti album ameriške glasbene skupine The Beach Boys. Izšel je leta 1978 pri založbi Brother Records.

## Seznam skladb
1. "She's Got Rhythm" - 2:27
2. "Come Go With Me" - 2:06
3. "Hey Little Tomboy" - 2:25
4. "Kona Coast" - 2:33
5. "Peggy Sue" - 2:15
6. "Wontcha Come Out Tonight" - 2:30
7. "Sweet Sunday Kinda Love" - 2:42
8. "Belles of Paris" - 2:27
9. "Pitter Patter" - 3:14
10. "My Diane" - 2:37
11. "Match Point of Our Love" - 3:29
12. "Winds of Change" - 3:14